# Stenacron
Stenacron is een geslacht van haften (Ephemeroptera) uit de familie Heptageniidae.

## Soorten
Het geslacht Stenacron omvat de volgende soorten:
- Stenacron candidum
- Stenacron carolina
- Stenacron floridense
- Stenacron gildersleevei
- Stenacron interpunctatum
- Stenacron minnetonka
- Stenacron pallidum